# Surviving Picasso
Surviving Picasso is een Amerikaanse dramafilm uit 1996 onder regie van James Ivory.

## Verhaal
Françoise Gilot is de nieuwe muze van de Spaanse schilder Pablo Picasso. Ze maakt kennis met eerdere minnaressen van de schilder, die nog steeds bezeten zijn door hem. Françoise heeft moeite om haar eigenwaarde niet te verliezen.

## Rolverdeling
| Acteur             | Personage                 |
| ------------------ | ------------------------- |
| Anthony Hopkins    | Pablo Picasso             |
| Natascha McElhone  | Françoise Gilot           |
| Julianne Moore     | Dora Maar                 |
| Joss Ackland       | Henri Matisse             |
| Dennis Boutsikaris | Kootz                     |
| Peter Eye          | Jaime Sabartés            |
| Peter Gerety       | Marcel                    |
| Susannah Harker    | Marie-Thérèse Walter      |
| Jane Lapotaire     | Olga Picasso              |
| Joseph Maher       | Daniel-Henry Kahnweiler   |
| Bob Peck           | Vader van Françoise       |
| Diane Venora       | Jacqueline Roque          |
| Dominic West       | Paulo Picasso             |
| Joan Plowright     | Grootmoeder van Françoise |
| Laura Aikman       | Maya                      |